# فنادق.كوم

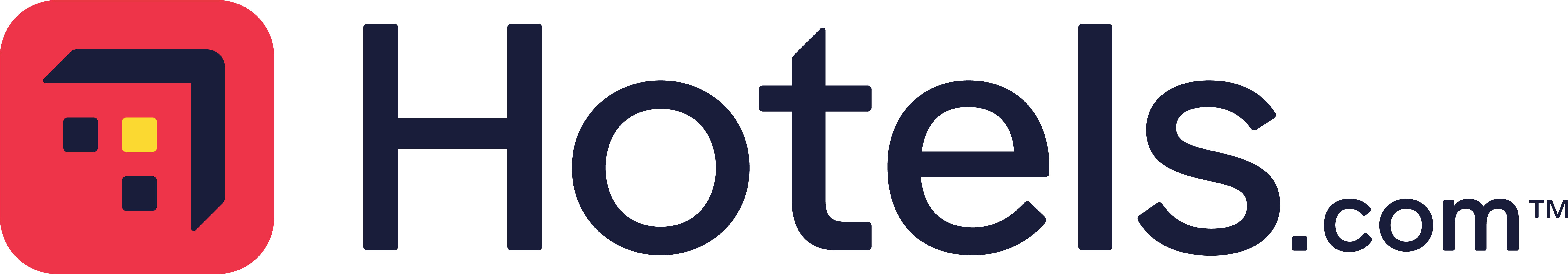
شعار قديم لموقع Hotels.com استخدم من عام 2002 حتى 2008

فنادق.كوم هو عبارة عن موقع لحجز غرف فنادق عن طريق الأنترنت و الهاتف. لدى الشركة 85 موقعاً و ب34 لغة، متضمنتاً أكثر من 325,000 الف فندق في حوالي 19,000 الف موقع. تتضمن لائحتها على فنادق وغرف استقبال، وبعض من الشقق وأنواع أخرى من النزل التجاري. تأسس موقع فنادق.كوم (Hotels.com) عام 1991 كشبكة للحجوزات الفندقية. في عام 2001 أصبحت جزء من مجموعة شركة إكسبيديا، وفي عام 2002 تم تغيير اسم الشركة إلى Hotels.com . يتم إدارة الشركة من قِبل شركة Hotels.com الفرعية والتضامنية المحدودة الواقعة في دالاس، تكساس، في الولايات المتحدة.

## تاريخ
تم تأسيس موقع Hotels.com من قِبل ديفيد ليتمان وروبيرت داينير عام 1991 كشبكة للحجوزات الفندقية، والتي توفر حجز الفنادق عن طريق رقم هاتف مجاني في الولايات المتحدة. في عام 2001 ، تم الاستحواذ على الشركة من قبل شبكة الولايات المتحدة والتي استحوذت ايضاً على حصة غالبة في إكسبيديا، شركة حجوزات السفر الإلكترونية.
قامت شبكة الحجوزات الفندقية بتغيير اسمها بعد شرائها لاسم النطاق لما يقارب ال 11مليون دولار أمريكي، وأطلقت العلامة التجارية حاليا 1-800-2-فنادق بالإضافة إلى السماح بحجز الفنادق على الهاتف. أعقبت ذلك حقبة من التوسعات الدولية المتسارعة مع إضافة 29موقع على مدى السنتين الماضيتين. في عام 2003 تم إعادة تسمية شركة شبكة الولايات المتحدة إلى الشركة التفاعلية (InterActiveCorp). وفي عام 2005 فصلت الشركة التفاعلية (IAC) رحلة عملها تحت مسمى شركة إكسبيديا. فنادق.كوم (Hotels.com )ومن ثم أصبحت الشركة المشغلة لشركة إكسبيديا.
منذ عام 2002 تَضَمَن التزايد الدولي مواقع إلكترونية للشمال الأوسط وجنوب أمريكا، و أوروبا، و أستراليا، واليابان، والصين، وحافة المحيط الهادئ، والشرق الأوسط وجنوب أفريقيا. تم إطلاق مواقع إلكترونية لإندونيسيا وفيتنام عام 2011. يمكن للزبائن من جميع الدول الحجز عن طريق الإنترنت أو عن طريق الاتصال بأحد مراكز الاتصالات ذوي اللغات المتعددة. هناك نوعين من الاتصال أما ان يكون مجاناً أو مدفوع حسب البلد الذي يتم الحجز منه.
وفي عام 2011، أطلق الموقع تطبيق على الأيباد وطورت منتج الهاتف النقال على أجهزة الأيفون والأندرويد .
وفي الأول من كانون الثاني عام 2016 استولت فنادق.كوم (Hotels.com )على (Venere.com) ( شركة أخرى تابعة إلى إكسبيديا ).

### انتهاك الولايات المتحدة لحقوق المعوقين
في شهر أيار من عام 2007 ، كانت (Hotels.com) تخضع إلى شكوى جماعية ( سميث ضد Hotels.com L.P.، محكمة كاليفورنيا العليا، مقاطعة ألاميدا، الدعوى رقم . RG07327029 ) مرفوعة ضدهم بسبب التمييز المستمر لشخص من ذوي الإعاقة الحركية والذي يرغب باستخدام موقع شبكة Hotels.com العالمي للحجوزات لكن لا يستطيع الحجز على غرفة فندقية.  أنكرت الشركة هذا الاتهام وعارضت الإجراءات، لكن تمت إدانتهم بتهمة انتهاك قانون الحقوق المدنية في ولاية كاليفورنيا ، و بتهمة انتهاك قانون المنافسة الغير عادلة. من ثم وافق الموقع على توفير معلومات ملائمة عن إمكانية الوصول إلى الفنادق التي تُباع على موقعها الإلكتروني.

### مخاوف متعلقة بالخصوصية
في 2019 من شهر شباط، أبلغت تك كرانش بأن تطبيق موقع Hotels.com في متجر تطبيقات آي أو إس كانت تستخدم وظيفة الرد على الجلسات من الشركة الإسرائيلية جلاس بوكس(glassbox) ، لتسجيل فعاليات المستخدمين وارسال البيانات إلى خوادم إكسبيديا من دون علم وموافقة المستخدمين، والمساس بخصوصية المستخدمين ومخالفة قواعد متجر تطبيقات آي أو إس.

## برنامج ولاء
يملك موقع Hotels.com برنامج ولاء كالذي عند منافسيها ( مثل أجودا ). هذا ما يسمح للزبائن بطلب خصومات بشأن معظم وليس كل الفنادق، بغض النظر عن سلسلة فنادق أو نوعها. يدعى هذا البرنامج «بمكافئات Hotels.com» ( مكافئات الترحيب سابقاً) وتم اطلاقها في الولايات المتحدة، وكندا، وجزء كبير من أمريكا اللاتينية عام 2008. ومن ثم توسعت إلى المملكة المتحدة واستراليا عام 2010، بالإضافة إلى أكثر من 40 دولة إضافية في عام 2011.